# Zeeschelde

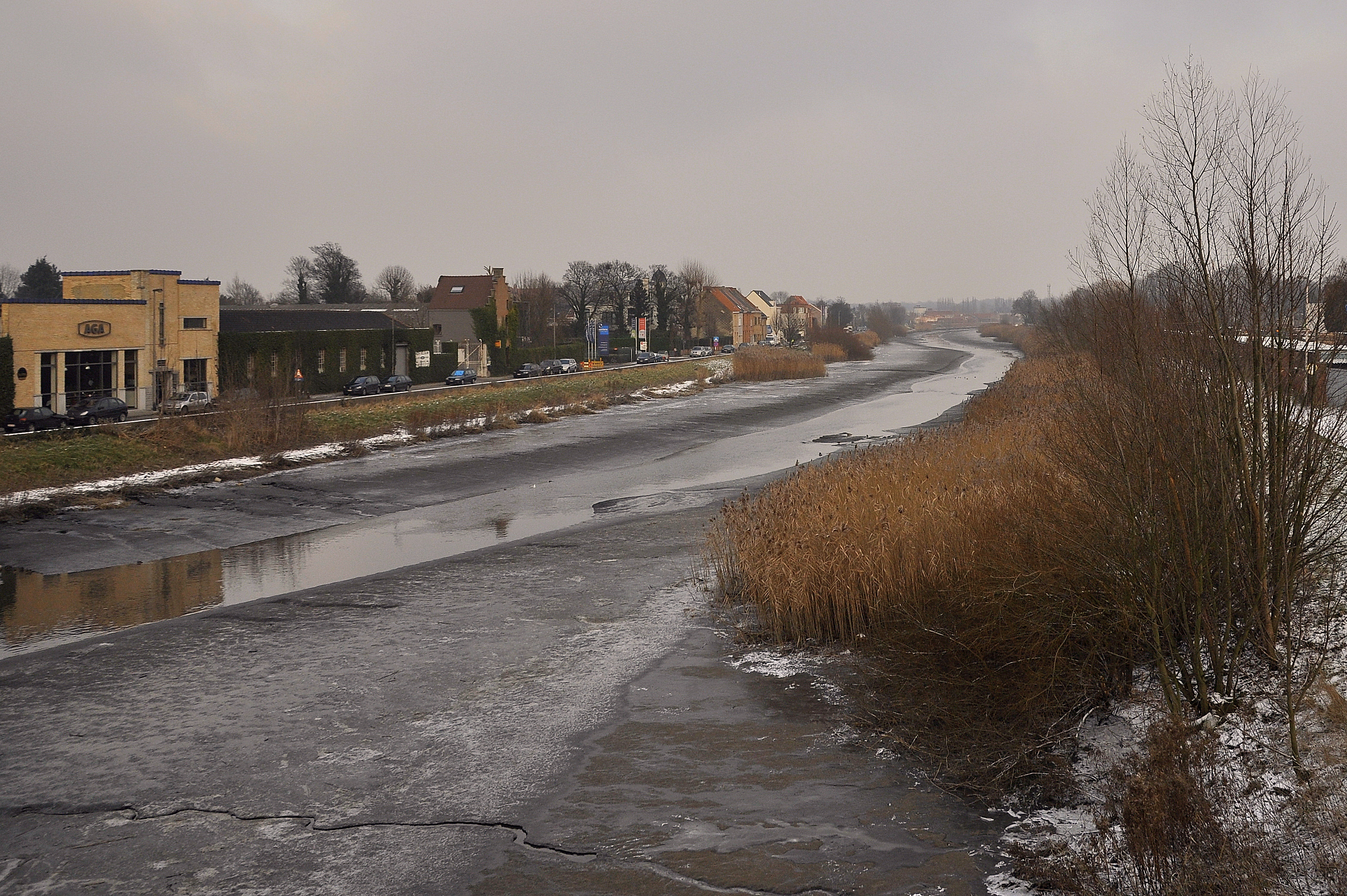
Zeeschelde in Gentbrugge (2010)

Die Zeeschelde ist ein Teil des Flusses Schelde und bildet zusammen mit der Westerschelde ein Ästuar. Die Zeeschelde verläuft von Gent bis zur niederländischen Grenze, wo sie in die Westerschelde übergeht.
Die Zeeschelde wiederum wird aufgeteilt in obere („boven“) und untere („beneden“) Zeeschelde, die Grenze jedoch wird unterschiedlich beschrieben. Für die einen beginnt die Beneden-Zeeschelde bei Schelle an der Mündung der Rupel, für die anderen beginnt sie erst bei Antwerpen.